# II wojna Brytyjczyków z Basuto (1880)
II wojna Brytyjczyków z Basuto (tzw. wojna o broń) miała miejsce w roku 1880.
W roku 1880 na czele Kolonii Przylądkowej stanął Herkules Robinson, który zastąpił na stanowisku Wysokiego Komisarza odwołanego do Londynu Bartle Frere. Robinson postanowił całkowicie rozbroić tubylców, co doprowadziło we wrześniu 1880 r. do wojny z plemieniem Basuto. Tzw. Wojna o Broń (Gun War) zakończyła się podpisaniem traktatu pokojowego, według którego wojownicy zachowali swoje ziemie i prawo do posiadania broni w zamian za zapłacenie symbolicznej kary 5000 sztuk bydła. Trwająca niecały rok wojna była dla Kolonii Przylądkowej bardzo kosztowna pochłaniając prawie 3 mln funtów. 
Literatura
- Piotr Fiszka-Borzyszkowski: Wojna Burska 1880-1881. Wyd. Bellona. Warszawa 2012.